# Freihandelszone Varaždin
Die Freihandelszone Varaždin gehört vermutlich zu den erfolgreichsten Investitionsprojekten in Kroatien. Elf Unternehmen aus Deutschland, Österreich und Kroatien haben in den vergangenen vier Jahren auf einer Fläche von 60 Hektar neue Produktionshallen errichtet, Maschinen und Anlagen aufgebaut und mit der Produktion begonnen. Einhundert Millionen Euro wurden investiert und mehr als 2.000 Arbeitsplätze geschaffen – die Mehrheit der Unternehmen plant angeblich die Erweiterung der Produktion. 
Seit 2005 ist die Freihandelszone (slobodna zona) in Trnovec-Bartolovečki fertiggestellt. Sie befindet sich ca. 3 km außerhalb der Stadt Varaždin, kurz vor dem Ort Trnovec und umfasst eine Fläche von 600.000 m².

## Begünstigungen in der Freihandelszone Varaždin
- 0 % Umsatzsteuer für die Investitionen über 1.000.000 Kuna in die Infrastruktur der Zone oder nur 10 %. (Restliches Kroatien: 20 % Umsatzsteuer.)
- Keine Firmenregistrierung in Kroatien notwendig
- Zoll bzw. MwSt. freie Einfuhr der Ausrüstung
- Weniger Bürokratie

## Verkehrsverbindungen
- Kreuzung von verschiedenen Verkehrswegen ermöglicht den Transport in alle Teile Europas
- Zufahrt zur Autobahn Budapest-Varaždin-Zagreb-Rijeka (Nord-Süd-Verbindung)sowie zur Hauptverkehrsstraße Osijek-Varaždin-Slowenien-Österreich (Ost-West-Verbindung)
- Der nächste Hafen in der Adria ist Rijeka, 250 km entfernt
- Zollabfertigung
- Speditionsdienstleistungen

## Unternehmen in der Freihandelszone Varaždin (Stand Juni 2006.)

### Boxmark GmbH
Als die Infrastruktur mit Wasser- und Abwasser, Zufahrtsstraßen, Strom und Telekommunikation stand, kamen auch schon die ersten Investoren, unter ihnen der Hersteller von Lederbezügen für die Automobil- und Luftfahrtindustrie, die Firma Boxmark Leather GmbH & Co. KG aus Feldbach, Österreich. Boxmark ist heute der größte Investor der Freihandelszone Varaždin. 2200 Mitarbeiter sind im Werk selbst beschäftigt, 1.000 Mitarbeiter sind in die Zulieferungen involviert. Ausschlaggebend für die schnelle Entscheidung des Lederherstellers war die Tatsache, dass in Varaždin, nur 120 Kilometer vom Mutterwerk entfernt, einer der größten Textilfabriken Südosteuropa angesiedelt war, die Firma Varteks.

### BHS Corrugated GmbH
Der zweite Großinvestor, die Firma BHS Corrugated Maschinen- und Anlagenbau GmbH aus dem bayerischen Weiherhammer, produzierte bereits in Varaždin, bevor die Freihandelszone eingerichtet wurde. In einer Miethalle startete das Unternehmen 2002 mit der Produktion von Maschinen für die Wellpappenherstellung. Heute hat der Weltmarktführer BHS Produktionsstätten in der Schweiz, in Tschechien, Österreich und China. An jedem Standort werden einzelne Abschnitte der riesigen Anlagen hergestellt, die dann beim Kunden zusammengeführt werden. In Varaždin stehen zwei Schiffe, eine Erweiterung der Produktion ist bereits in Angriff genommen.

### Zrinski AG
Zulieferbetrieb für diverse Industrieunternehmen und Medizintechnik.

### GRP-Gumiimpex GmbH
Als bedeutendster kroatischer Investor gilt Gumiimpex: Das Unternehmen hat 5 Mio. Euro investiert und betreibt neben der Herstellung von Gummigranulat eine 60.000 m² große Recyclinghalle für Gebrauchtreifen.

### INOX CENTAR HOEGGER d.o.o.
Anfang 2005 als Zulieferbetrieb des Schweizer Unternehmens Hoegger AG, welches Maschinen für die Lebensmittelindustrie produziert, gegründet.